# سالي (أستراليا)
سالي هي مدينة، في أستراليا، تقع في ولاية فيكتوريا، هي عاصمة Shire of Wellington ‏، بلغ عدد سكانها 13,673  نسمة وذلك حسب إحصائيات سنة 2016، رمزها البريدي هو 3850.

## أعلام
- جون فريدريك
- جوني ووكر
- سكوت روبرتسون
- سوزان فيريداي
- دراغوسلاف ميهايلوفيتش
- جيسون واتيلي
- جورج وايز
- غريغور جوردن
- كيفن اندروز